# 1981–1982-es UEFA-kupa
Az 1981–1982-es UEFA-kupa győztese a svéd IFK Göteborg volt, akik a kétmérkőzéses döntőben a nyugatnémet Hamburger SV-t győzték le 4–0-s összesítéssel.

## Első kör
| 1. csapat                  | Össz.    | 2. csapat                | 1. mérk. | 2. mérk. |
| -------------------------- | -------- | ------------------------ | -------- | -------- |
| 1. FC Kaiserslautern       | 3–1      | Akademik Szófia          | 1–0      | 2–1      |
| 1. FC Magdeburg            | 3–3 (ig) | Borussia Mönchengladbach | 3–1      | 0–2      |
| Adanaspor                  | 2–7      | FC Internazionale Milano | 1–3      | 1–4      |
| APÓEL                      | 1–5      | FC Argeş Piteşti         | 1–1      | 0–4      |
| Arisz FC                   | 8–2      | Sliema Wanderers FC      | 4–0      | 4–2      |
| AS Monaco FC               | 4–6      | Dundee United FC         | 2–5      | 2–1      |
| Boavista FC                | 5–4      | Atlético Madrid          | 4–1      | 1–3      |
| Bryne FK                   | 2–3      | FC Winterslag            | 0–2      | 2–1      |
| Dinamo Bucureşti           | 4–2      | PFK Levszki Szófia       | 3–0      | 1–2      |
| FC Bohemians Praha         | 0–2      | Valencia CF              | 0–1      | 0–1      |
| FC Haka                    | 2–7      | IFK Göteborg             | 2–3      | 0–4      |
| FC Nantes Atlantique       | 3–5      | SC Lokeren               | 1–1      | 2–4      |
| FK Szpartak Moszkva        | 6–2      | Club Brugge              | 3–1      | 3–1      |
| Zenit Leningrád            | 2–6      | Dynamo Dresden           | 1–2      | 1–4      |
| Feyenoord Rotterdam        | 3–1      | Szombierki Bytom         | 2–0      | 1–1      |
| Grasshopper-Club Zürich    | 4–1      | West Bromwich Albion FC  | 1–0      | 3–1      |
| Hajduk Split               | 5–3      | VfB Stuttgart            | 3–1      | 2–2      |
| Hamburger SV               | 6–4      | FC Utrecht               | 0–1      | 6–3      |
| Ipswich Town FC            | 2–4      | Aberdeen FC              | 1–1      | 1–3      |
| KSK Beveren                | 8–0      | Linfield FC              | 3–0      | 5–0      |
| Víkingur                   | 0–8      | FC Girondins de Bordeaux | 0–4      | 0–4      |
| KS Dinamo Tirana           | 1–4      | FC Carl Zeiss Jena       | 1–0      | 0–4      |
| Limerick United            | 1–4      | Southampton FC           | 0–3      | 1–1      |
| Malmö FF                   | 5–1      | Wisła Kraków             | 2–0      | 3–1      |
| SSC Napoli                 | 2–2 (ig) | Radnički Niš             | 2–2      | 0–0      |
| Neuchâtel Xamax            | 6–3      | Sparta Praha             | 4–0      | 2–3      |
| Panathinaikósz             | 0–3      | Arsenal FC               | 0–2      | 0–1      |
| PSV Eindhoven              | 8–2      | Næstved BK               | 7–0      | 1–2      |
| SK Rapid Wien              | 4–2      | Videoton SC              | 2–2      | 2–0      |
| SK Sturm Graz              | 2–2 (ig) | PFK CSZKA Moszkva        | 1–0      | 1–2      |
| Sporting Clube de Portugal | 11–0     | FA Red Boys Differdange  | 4–0      | 7–0      |
| Tatabányai Bányász         | 2–2 (ig) | Real Madrid              | 2–1      | 0–1      |

## Második kör
| 1. csapat                | Össz.    | 2. csapat                  | 1. mérk. | 2. mérk. |
| ------------------------ | -------- | -------------------------- | -------- | -------- |
| Aberdeen FC              | 5–2      | FC Argeş Piteşti           | 3–0      | 2–2      |
| Arisz FC                 | 1–5      | SC Lokeren                 | 1–1      | 0–4      |
| Borussia Mönchengladbach | 2–5      | Dundee United FC           | 2–0      | 0–5      |
| FC Girondins de Bordeaux | 2–3      | Hamburger SV               | 2–1      | 0–2      |
| FK Szpartak Moszkva      | 2–5      | 1. FC Kaiserslautern       | 2–1      | 0–4      |
| Feyenoord Rotterdam      | 3–2      | Dynamo Dresden             | 2–1      | 1–1      |
| Grasshopper-Club Zürich  | 2–2 (bp) | Radnički Niš               | 2–0      | 0–2      |
| FC Internazionale Milano | 3–4      | Dinamo Bucureşti           | 1–1      | 2–3 (hu) |
| FC Winterslag            | 2–2 (ig) | Arsenal FC                 | 1–0      | 1–2      |
| KSK Beveren              | 4–4 (ig) | Hajduk Split               | 2–3      | 2–1      |
| Malmö FF                 | 0–2      | Neuchâtel Xamax            | 0–1      | 0–1      |
| Real Madrid              | 3–2      | FC Carl Zeiss Jena         | 3–2      | 0–0      |
| SK Rapid Wien            | 2–2 (ig) | PSV Eindhoven              | 1–0      | 1–2      |
| SK Sturm Graz            | 4–5      | IFK Göteborg               | 2–2      | 2–3      |
| Southampton FC           | 2–4      | Sporting Clube de Portugal | 2–4      | 0–0      |
| Valencia CF              | 2–1      | Boavista FC                | 2–0      | 0–1      |

## Harmadik kör
| 1. csapat                  | Össz. | 2. csapat            | 1. mérk. | 2. mérk. |
| -------------------------- | ----- | -------------------- | -------- | -------- |
| Aberdeen FC                | 4–5   | Hamburger SV         | 3–2      | 1–3      |
| IFK Göteborg               | 4–1   | Dinamo Bucureşti     | 3–1      | 1–0      |
| FC Winterslag              | 0–5   | Dundee United FC     | 0–0      | 0–5      |
| SC Lokeren                 | 2–4   | 1. FC Kaiserslautern | 1–0      | 1–4      |
| Radnički Niš               | 2–1   | Feyenoord Rotterdam  | 2–0      | 0–1      |
| SK Rapid Wien              | 0–1   | Real Madrid          | 0–1      | 0–0      |
| Sporting Clube de Portugal | 0–1   | Neuchâtel Xamax      | 0–0      | 0–1      |
| Valencia CF                | 6–5   | Hajduk Split         | 5–1      | 1–4      |

## Negyeddöntő
| 1. csapat        | Össz. | 2. csapat            | 1. mérk. | 2. mérk. |
| ---------------- | ----- | -------------------- | -------- | -------- |
| Dundee United FC | 2–3   | Radnički Niš         | 2–0      | 0–3      |
| Hamburger SV     | 3–2   | Neuchâtel Xamax      | 3–2      | 0–0      |
| Real Madrid      | 3–6   | 1. FC Kaiserslautern | 3–1      | 0–5      |
| Valencia CF      | 2–4   | IFK Göteborg         | 2–2      | 0–2      |

## Elődöntő
| 1. csapat            | Össz. | 2. csapat    | 1. mérk. | 2. mérk. |
| -------------------- | ----- | ------------ | -------- | -------- |
| 1. FC Kaiserslautern | 2–3   | IFK Göteborg | 1–1      | 1–2 (hu) |
| Radnički Niš         | 3–6   | Hamburger SV | 2–1      | 1–5      |

## Döntő
| 1. csapat    | Össz. | 2. csapat    | 1. mérk. | 2. mérk. |
| ------------ | ----- | ------------ | -------- | -------- |
| IFK Göteborg | 4–0   | Hamburger SV | 1–0      | 3–0      |

## Külső hivatkozások
- Hivatalos oldal
- Eredmények az RSSSF.com-on